# Kízel
Kízel (en rus: Кизел) és una ciutat del krai de Perm, a Rússia, que el 2021 tenia 13.186 habitants. Es troba a 200 km de Perm, i està connectada per tren a la línia de Txussovoi a Solikamsk.